# MAP2
MAP2 ist das am häufigsten vorkommende Mikrotubuli-assoziierte Protein (MAP), gehört zu den strukturellen MAPs und ist zumeist im Gehirn zu finden. Es ist in Nervenzellen im Hirngewebe enthalten und nur selten an Mikrotubuli gebunden. Weiterhin weist es eine starke Tendenz zur Selbstassoziation auf.

## Unterarten
Durch alternatives Splicing kommen drei Unterarten zustande, diese unterscheiden sich durch hohe und niedrige molare Masse. MAP2A und MAP2B sind schwerer und agieren als thermostabiles Paar in Nervenzellkörpern und Dendriten eines erwachsenen Hirns. Das leichtere MAP2C kommt zumeist im embryonalen Hirn in Axonen und Gliazellen vor. In der zweiten postnatalen Woche findet der Wechsel zwischen frühem MAP2 C und späterem MAP2A bzw. 2B statt.

## Eigenschaften
MAP2 ist verantwortlich für die Stabilisierungsprozesse der Mikrotubuli in den Neuriten des Gehirns. Außerdem beeinflussen sie zahlreiche wichtige intrazelluläre Vorgänge durch Bindungen an die Mikrotubuli. Strukturelle MAPs wie MAP2 besitzen weiterhin keine eigene Enzymaktivität. Phosphorylierung beeinflusst Bindungsfähigkeit und Abbau der MAPs. Stark phosphorylierte MAP2-Proteine haben eine geringe Affinität zur Bindung an Mikrotubuli, allerdings eine hohe Hydrolyseresistenz. Forscher und Mediziner erhoffen sich von dem MAP2, sich als spezifischer Marker für Sauerstoffmangel in Nervenzellen zu erweisen, denn laut einer Hypothese führt ein durch Hypoxie/Ischämie hervorgerufener intrazellulärer Calciumanstieg zum calciumaktivierten Abbau von MAP2. Die Verlässlichkeit von MAP2 als Hypoxiemarker wird jedoch noch kontrovers diskutiert.